# Karolín
Karolín (in tedesco Karolinendorf) è un comune della Repubblica Ceca facente parte del distretto di Kroměříž, nella regione di Zlín.